# Mellendorfer TV
Der Mellendorfer TV (vollständiger Name: Mellendorfer Turnverein von 1919 e. V.) ist ein Sportverein aus Mellendorf. Sportliches Aushängeschild des 1919 gegründeten Vereins war die Frauenfußballabteilung, dessen erste Mannschaft zwei Jahre in der 2. Bundesliga spielte. Neben Fußball gibt es viele weitere Abteilungen: Basketball, Badminton, Gesundheitssport, Handball, Hockey, Judo, Leichtathletik, Tanzen, Hockey, Radsport und Tischtennis.

## Geschichte

### Frauenfußball
Die Fußballerinnen machten im Jahre 2004 erstmals auf sich aufmerksam, als Torfrau Tessa Rinkes mit der U-19-Nationalmannschaft Vizeeuropameisterin und Weltmeisterin wurde. Nach dem Ende der Saison 2004/05 stieg die Mannschaft in die Regionalliga Nord auf und belegte in der ersten Saison den zweiten Platz. Ein Jahr später belegte die Mannschaft Platz drei und gewann den niedersächsischen Pokal. Die B-Juniorinnen wurden im gleichen Jahr norddeutscher Meister. Durch den Sieg im Landespokal nahm die Mannschaft zum ersten Mal am DFB-Pokal teil. Dort kam in der zweiten Runde das Aus nach einer 1:12-Heimniederlage gegen den Zweitligisten Herforder SV. In der Regionalliga wurde die Mannschaft Meister und stieg damit in die 2. Bundesliga auf.
Dort belegte die Mannschaft nach Startschwierigkeiten noch den zehnten Platz und musste in die Abstiegsrelegation gegen den Zehnten der Südgruppe, dem FV Löchgau. Nach einem 1:1 im Hinspiel gewann Löchgau das Rückspiel in Mellendorf mit 1:0 und schickte den MTV zurück in die Regionalliga. Zwar gelang der direkte Wiederaufstieg, doch ging es in der Saison 2011/12 erneut zurück in die Regionalliga. Die Mannschaft verlor mit 1:15 bei der zweiten Mannschaft des 1. FFC Turbine Potsdam und gar mit 0:15 beim FSV Gütersloh 2009. Am Saisonende wurde die Mannschaft in die Kreisliga Hannover-Land zurückgezogen, schaffte jedoch den direkten Wiederaufstieg.

### Männerfußball
Die erste Männermannschaft schaffte im Jahre 2012 den Aufstieg in die Bezirksliga Hannover, musste aber prompt wieder absteigen. In der Saison 2014/15 schaffte Trainer Alex Fleischer mit der 1. Herren die Qualifikation für die Aufstiegsrelegation in die Bezirksliga, die jedoch verloren wurde. In der darauffolgenden Saison 2015/16 konnte sich das junge Team erneut mit Platz zwei in der Kreisliga für die Relegation qualifizieren. Mit zwei Siegen gegen Eystrup und Kirchhorst gelang der Wiederaufstieg in die Bezirksliga. 2024 ging es wieder runter in die Kreisliga.

## Erfolge
- Meister der Regionalliga Nord 2008
- Niedersächsischer Pokalsieger 2007
- Norddeutscher Meister der B-Juniorinnen 2007

## Persönlichkeiten
- Franziska Ippensen
- Filiz Koç
- Tessa Rinkes